# Bison Dele
Bison Dele, nato Brian Carson Williams (Fresno, 6 aprile 1969 – Tahiti, 7 luglio 2002, data di morte presunta), è stato un cestista statunitense, professionista nella NBA.

## Carriera
Venne scelto dagli Orlando Magic al primo giro del Draft NBA 1991 (10ª scelta assoluta).

## Statistiche
| † | Denota le stagioni in cui ha vinto il titolo |
| * | Primo nella lega                             |

### NCAA
| Anno      | Squadra            | PG | PT | MP   | TC%  | 3P% | TL%  | RP  | AP  | PRP | SP  | PP   |
| --------- | ------------------ | -- | -- | ---- | ---- | --- | ---- | --- | --- | --- | --- | ---- |
| 1987-1988 | Maryland Terrapins | 29 | -  | 28,0 | 60,0 | -   | 67,1 | 6,0 | 0,8 | 0,6 | 1,2 | 12,5 |
| 1989-1990 | Arizona Wildcats   | 32 | -  | 21,7 | 55,3 | 0,0 | 72,7 | 5,7 | 0,4 | 0,6 | 1,3 | 10,6 |
| 1990-1991 | Arizona Wildcats   | 35 | -  | 25,1 | 61,9 | -   | 67,3 | 7,8 | 0,6 | 0,8 | 1,1 | 14,0 |
| Carriera  | Carriera           | 96 | -  | 24,8 | 59,4 | 0,0 | 69,1 | 6,5 | 0,6 | 0,7 | 1,2 | 12,4 |

### NBA

#### Regular season
| Anno       | Squadra         | PG  | PT  | MP   | TC%  | 3P%  | TL%  | RP  | AP  | PRP | SP  | PP   |
| ---------- | --------------- | --- | --- | ---- | ---- | ---- | ---- | --- | --- | --- | --- | ---- |
| 1991-1992  | Orlando Magic   | 48  | 2   | 18,9 | 52,8 | -    | 66,9 | 5,7 | 0,7 | 0,9 | 1,1 | 9,1  |
| 1992-1993  | Orlando Magic   | 21  | 0   | 11,4 | 51,3 | 0,0  | 80,0 | 2,7 | 0,2 | 0,7 | 0,8 | 4,6  |
| 1993-1994  | Denver Nuggets  | 80  | 1   | 18,8 | 54,1 | 0,0  | 64,9 | 5,6 | 0,6 | 0,6 | 1,1 | 8,0  |
| 1994-1995  | Denver Nuggets  | 63  | 10  | 20,0 | 58,9 | -    | 65,4 | 4,7 | 0,8 | 0,6 | 0,7 | 7,9  |
| 1995-1996  | L.A. Clippers   | 65  | 65  | 33,2 | 54,3 | 16,7 | 73,4 | 7,6 | 1,9 | 1,1 | 0,8 | 15,8 |
| 1996-1997† | Chicago Bulls   | 9   | 0   | 15,7 | 41,3 | -    | 73,3 | 3,7 | 1,3 | 0,3 | 0,6 | 7,0  |
| 1997-1998  | Detroit Pistons | 78  | 78  | 33,6 | 51,1 | 33,3 | 70,7 | 8,9 | 1,2 | 0,9 | 0,7 | 16,2 |
| 1998-1999  | Detroit Pistons | 49  | 48  | 24,0 | 50,1 | 0,0  | 68,6 | 5,6 | 1,4 | 0,8 | 0,8 | 10,5 |
| Carriera   | Carriera        | 413 | 204 | 24,2 | 52,8 | 14,3 | 69,1 | 6,2 | 1,1 | 0,8 | 0,9 | 11,0 |

#### Play-off
| Anno     | Squadra         | PG | PT | MP   | TC%   | 3P% | TL%   | RP  | AP  | PRP | SP  | PP   |
| -------- | --------------- | -- | -- | ---- | ----- | --- | ----- | --- | --- | --- | --- | ---- |
| 1994     | Denver Nuggets  | 12 | 0  | 24,1 | 55,3  | -   | 65,9  | 7,4 | 0,9 | 0,3 | 0,9 | 9,3  |
| 1995     | Denver Nuggets  | 3  | 0  | 14,7 | 55,6  | -   | 100,0 | 6,0 | 0,7 | 0,0 | 0,3 | 8,0  |
| 1997†    | Chicago Bulls   | 19 | 0  | 17,7 | 48,1  | -   | 51,6  | 3,6 | 0,6 | 1,0 | 0,4 | 6,1  |
| 1999     | Detroit Pistons | 5  | 5  | 24,4 | 60,0* | -   | 55,6  | 6,4 | 0,2 | 0,6 | 0,4 | 10,6 |
| Carriera | Carriera        | 39 | 5  | 20,3 | 52,9  | -   | 61,2  | 5,4 | 0,6 | 0,7 | 0,6 | 7,8  |

#### Massimi in carriera
- Massimo di punti: 35 vs Boston Celtics (13 febbraio 1996)[3]
- Massimo di rimbalzi: 20 vs Seattle Supersonics (5 dicembre 1997)
- Massimo di assist: 6 vs Golden State Warriors (22 aprile 1995)
- Massimo di palle rubate: 4 (9 volte)
- Massimo di stoppate: 5 vs Washington Bullets (10 dicembre 1994)
- Massimo di minuti giocati: 53 vs Phoenix Suns (3 dicembre 1997)

## Palmarès
- McDonald's All-American Game (1987)
- Campionato NBA: 1

Chicago Bulls: 1997